# San Bartolomé Coro
San Bartolomé Coro är en ort i Mexiko.   Den ligger i kommunen Zinapécuaro och delstaten Michoacán de Ocampo, i den södra delen av landet, 190 km väster om huvudstaden Mexico City. San Bartolomé Coro ligger 1 845 meter över havet och antalet invånare är 512.
Terrängen runt San Bartolomé Coro är kuperad åt nordost, men åt sydväst är den platt. Runt San Bartolomé Coro är det ganska tätbefolkat, med 86 invånare per kvadratkilometer. Närmaste större samhälle är Zinapécuaro, 6,2 km sydost om San Bartolomé Coro. Trakten runt San Bartolomé Coro består till största delen av jordbruksmark.